# Adam Banaś
Adam Banaś (Bytom, 1982. december 25. –) lengyel labdarúgó, a Simurq hátvédje.

## Pályafutása

### Klubcsapatokban
2000-től 2005-ig a Ruch Radzionków játékosa volt. 17 évesen debütált a lengyel labdarúgó-bajnokságban. 2005 júliusában a Piast Gliwice csapatához igazolt. Három szezont játszott a másodosztályban, végül a Gliwice csapatával feljutott az Ekstraklasába. A legfelső osztályban a 2008 őszi fordulójában szerepelt a Piastban, ugyanis a Górnik Zabrzével 2009 januárjában ötéves szerződést írt alá. A 2009-es őszi fordulóra való felkészülés során azonban elszakadt az Achillese, ami miatt több hónapig nem játszhatott. 2009 tavaszától 2011 decemberéig a Górnik csapatának kapitánya volt. 2012. január 5-én szerződést írt alá a Zagłębie Lubinnal, és 2 és fél éves szerződéssel csatlakozott ehhez a klubhoz. 2014 nyarán egyéves szerződést írt alá az azerbajdzsáni Premier League-ben szereplő Simurq-kal. 2015-ben visszatért a hazájába, szeretett volna újra a lengyel Ekstraklasában játszani.

## Sikerei, díjai
Zagłębie Lubin
- Lengyel kupa ezüstérmes: 2013–2014